# Marquesado de la Alameda de Mendoza
El marquesado de la Alameda de Mendoza es un título nobiliario español creado el 4 de julio de 1769, con el vizcondado previo del Olivar, por el rey Carlos III a favor de Juan Mendoza y Moscoso, gobernador político y militar de Villanueva de la Serena en la provincia de Badajoz.

## Marqueses de la Alameda de Mendoza
|                                  | Titular                                    | Periodo                 |
| Creación por Carlos III          | Creación por Carlos III                    | Creación por Carlos III |
| -------------------------------- | ------------------------------------------ | ----------------------- |
| I                                | Juan de Mendoza Moscoso y Lobo             | 1769-1795               |
| II                               | Luis María de Mendoza y Medina             |                         |
| III                              | García Manuel de Mendoza y Mendoza         |                         |
| Rehabilitación por Juan Carlos I |                                            |                         |
| IV                               | Alfonso de Mendoza y Bootello de San Juan  | 1982-1983               |
| V                                | Luis Alfonso de Mendoza y Tous de Monsalve | 1985-2012               |
| VI                               | Antonia de Mendoza y Tous de Monsalve      | 2012-2020               |
| VII                              | Alfonso Vargas-Zúñiga y Mendoza            | 2021-actual titular     |

## Historia de los marqueses de la Alameda de Mendoza
- Juan de Mendoza Moscoso y Lobo (Badajoz,24 de marzo de 1725-23 de noviembre de 1795),[3] I marqués de la Alameda de Mendoza,[1] caballero de la Orden de Santiago y gobernador político y militar de Villanueva de la Serena.[2] Era hijo de Luis de Mendoza y Moscoso y de Antonia Lobo Arjona.[3]

Casó en Badajoz el 10 de noviembre de 1749 con Isabel de Medina y Villalobos. Le sucedió su hijo:
- Luis María de Mendoza y Medina (Jerez de los Caballeros, 13 de septiembre de 1750-1795/1807), II marqués de la Alameda de Mendoza, caballero de Santiago en 1773, teniente coronel de los Reales Ejércitos, maestrante de Sevilla.[3]

Casó con  su prima hermana, Carmen de Mendoza Quintano, hija de los condes de la Corte. Le sucedió su hijo:
- García Manuel de Mendoza y Mendoza (n. 24 de mayo de 1788), III marqués de la Alameda de Mendoza.[3]

Casó el 12 de junio de 1808 con Inés Rodríguez de León y Torres. Le sucedió, por rehabilitación, su bisnieto, hijo de Luis de Mendoza y Villanueva —hijo de Luis de Mendoza y Rodríguez de León —que no se tituló marqués por no haber sacado la carta de sucesión—, y de Josefa de Villanueva y Cañedo—, y de su esposa Joaquina Bootello de San Juan y Rico Grajera.
- Alfonso de Mendoza y Bootello de San Juan (1890-Badajoz, 31 de octubre de 1983),[3] IV marqués de la Alameda de Mendoza.[4][5]

Casó el 1 de octubre de 1930 con Joaquina Tous de Monsalve y Rodríguez de Campomanes. Le sucedió su hijo en 1985:
- Luis Alfonso de Mendoza y Tous de Monsalve (n. en 1936),[5] V marqués de la Alameda de Mendoza,[6] caballero de la Orden de Santiago y maestrante de Sevilla.[2]

Casó con María del Carmen Díez de Tejada y Ceballos-Zúñiga.  Fue desposeído del título en 2012, en favor de su hermana:
- Antonia de Mendoza y Tous de Monsalve, VI marquesa de la Alameda de Mendoza.[7]

Casó con Juan de Vargas-Zúñiga y de la Calzada. Le sucedió su hijo:
- Alfonso Vargas-Zúñiga y Mendoza , VII marqués de la Alameda de Mendoza.[8]